# Rzeczki (województwo zachodniopomorskie)
Rzeczki (niem. Rietzig Domäne) – wieś w Polsce położona w województwie zachodniopomorskim, w powiecie choszczeńskim, w gminie Choszczno. W latach 1975–1998 miejscowość administracyjnie należała do województwa gorzowskiego. W roku 2007 wieś liczyła 57 mieszkańców. Wieś wchodzi w skład sołectwa Rzecko.

## Geografia
Wieś leży ok. 2 km na wschód od Rzecka, przy drodze wojewódzkiej nr 175, między Choszcznem a Suliszewem.